# Hakea oldfieldii
Hakea oldfieldii (лат.) — кустарник, вид рода Хакея (Hakea) семейства Протейные (Proteaceae). Эндемик юго-западного региона Западной Австралии. Весной даёт небольшие изобильные белые или кремово-жёлтые цветки.

## Ботаническое описание
Hakea oldfieldii — это открытый опушённый куст с вертикальными ветвями, растущий на высоту до 2,5 м. Гладкие игольчатые листья имеют длину около 20–50 мм и ширину 1 мм и растут попеременно. Жёсткие темно-зелёные листья могут быть изогнутыми или прямыми и заканчиваться острым кончиком. Ветви гладкие и покрыты голубовато-зелёной порошкообразной плёнкой. Соцветие состоит из 8-20 белых или кремово-жёлтых цветков в кисти в пазухах листьев на гладком стебле длиной 2–3 мм. Цветы появляются в изобилии и имеют неприятный запах. Цветочные прицветники внахлест имеют длину 3–6 мм, цветоножку 2,5–9,5 мм. Гладкий кремово-белый околоцветник длиной 1,5–2,5 мм и пестик длиной 3–4,5 мм. Плоды яйцевидной формы почти округлые, 16–23 мм в длину, 8–10 мм в ширину с неровной поверхностью, иногда заканчиваются бородавками с двумя выступающими рогами длиной около 5 мм. Цветение происходит с августа по октябрь.

## Таксономия
Вид Hakea oldfieldii был описан английским ботаником Джорджом Бентамом в 1870 году во Flora Australiensis. Видовой эпитет дан в честь английского ботаника Августа Фредерика Олдфилда (англ. Augustus Frederick Oldfield), который первым обнаружил этот вид.

## Распространение и местообитание
Hakea oldfieldii встречается на юго-западе от Банбери и Басселтона до хребта Стерлинг. Растёт на хорошо дренированных каменистых суглинках или глине над железняком во влажных зимой местах.